# Huishoudkunde
Huishoudkunde, soms Gezins- en Consumentenwetenschap genoemd, omvat onder andere  voeding, kookkunst, opvoeding, hygiëne,  woningdecoratie, textielnijverheid, textielbehandeling en andere nuttige aspecten van de huishouding.
Het goed laten reilen en zeilen van de huishouding is altijd een veeleisende, tijd- en energieverslindende taak geweest. Omdat de meeste samenlevingen werden gedomineerd door de man, die deze taak aan de vrouw overliet, neigde men de kundigheid die het voeren van de huishouding vereiste te onderschatten, ondanks vage complimenten aan het adres van de nijvere huisvrouw.
De meeste huisvrouwen hebben trouwens nooit 'gezins- en consumentenwetenschap' gestudeerd, of zelfs maar van de term gehoord. Het hoogst haalbare onderwijs voor veel meisjes was in Nederland tot halverwege de 20e eeuw de Huishoudschool, waarvan de basisjaren tot het lager middelbaar onderwijs behoorden, qua niveau wellicht enigszins te vergelijken met de LTS (Lagere Technische School) voor jongens.